# ژان کلود کالین
ژان کلود کالین (انگلیسی: Jean-Claude Colin; ۷ اوت ۱۷۹۰ – ۱۵ نوامبر ۱۸۷۵) قدیس مسیحی اهل فرانسه و بنیانگذار انجمن مری (ماریست) بود.